# 帕特里克·温策克
帕特里克·温策克（德語：Patrick Wiencek，1989年3月22日—），德国男子手球运动员。他曾代表德国国家队参加2016年夏季奥林匹克运动会男子手球比赛，获得一枚铜牌。